# Chloroclydon rinodaria
Chloroclydon rinodaria är en fjärilsart som beskrevs av Felder 1874. Chloroclydon rinodaria ingår i släktet Chloroclydon och familjen mätare. Inga underarter finns listade i Catalogue of Life.